# 北斗の拳 バイオレンス劇画アドベンチャー
『北斗の拳 バイオレンス劇画アドベンチャー』（ほくとのけん バイオレンスげきがアドベンチャー）は、1986年にエニックス（後のスクウェア・エニックス）から発売された日本のコンピュータゲーム。

## 概要
エニックスによる、当時『週刊少年ジャンプ』で連載中だった漫画『北斗の拳』を題材にしたテンキーによるコマンド選択入力形式のアドベンチャーゲーム。『北斗の拳』の初のゲーム化作品。原作におけるシン対決までのサザンクロス編をモチーフに、一部オリジナルストーリーを交えた内容となっている。
プレイヤーは主人公・ケンシロウとなって、取りたい行動をバットに行動してもらうという、同社のゲーム『ポートピア連続殺人事件』で採用されているシステム「ヤス」と同じ方式を取っている。「秘孔システム」と称される戦闘シーンでは、冒険中で得た手がかりを元に戦闘相手の秘孔を狙うシステムとなっている。オリジナルストーリーながら、内容は原作に忠実な箇所も存在するが、原作を知らない場合でもゲームを楽しむことが出来るよう、シナリオが工夫されている。PC-8801/mkII/SR対応版では、戦闘シーン中のケンシロウの掛け声「あたたた」をビープ音によって再現している。CG表示については部分的にアニメーション効果が取り入れられている。

## ゲーム内容

### ストーリー
「199X年、世界は…」というお馴染みの原作シーンのオープニングからスタートし、主人公、ケンシロウはバットと共にシンに連れ去られたユリアを奪い返すため、サザンクロスを目指す。

### シナリオ
本作は「旅立ち編」「サザンクロス編」の2部構成となっている。
旅立ち編
村で情報やアイテムを集めながらサザンクロスへ向かうことが目的。
サザンクロス編
シンを探し出し、倒すことが目的。

### 秘孔システム
冒険中、様々な敵が現れることがあり、得た情報を手がかりに敵の弱点となる秘孔を狙う。正しい秘孔を狙わないと敵を倒すことが出来ない。

## 登場人物
ケンシロウ（ケン）
主人公。北斗神拳の使い手。本ゲームでは冒険中の基本的な行動は全てバットに任せている。
バット
ケンのパートナー。本ゲームではケンと共に冒険し、ケンの指令を受けながら、様々な行動を取る。
ユリア
ケンの恋人。シンに連れ去られ消息不明。
シン
ケンのライバル。南斗聖拳の使い手。

## スタッフ
- プログラム 折茂賢司、日高徹
- シナリオ 武石正道
- ディレクター 保坂嘉弘
- コピーライト 集英社、原哲夫、武論尊